# 丹尼斯·蒙卡达

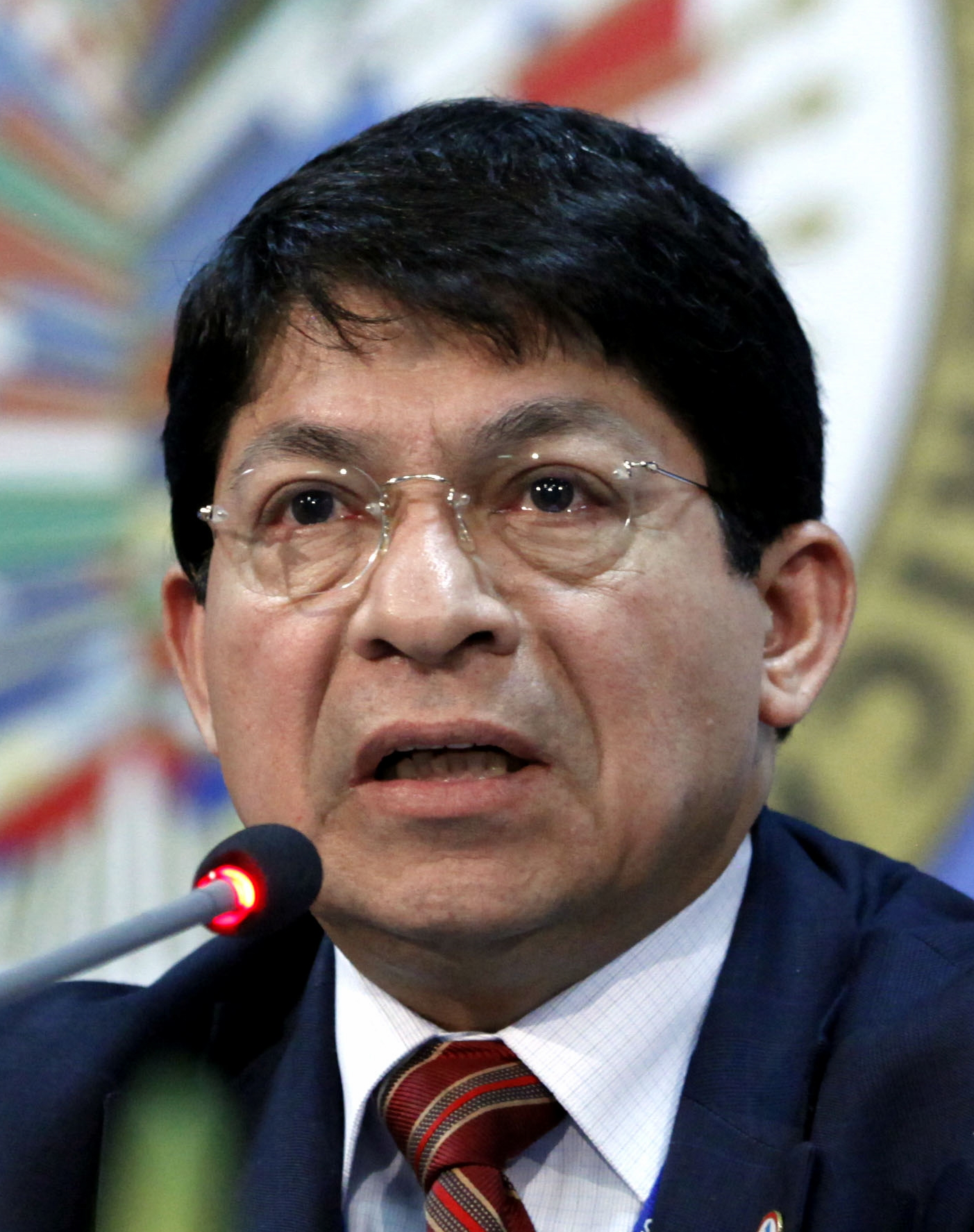
丹尼斯·蒙卡达，攝於2013年

丹尼斯·罗纳尔多·蒙卡达·科林德莱斯（Denis Ronaldo Moncada Colindres）（出生於穆拉，1948年11月28日－）是尼加拉瓜的一名律师和外交官。现為尼加拉瓜外交部长，前常驻美洲国家组织代表。1985年至1987年担任国防部副部长兼总参谋长执行助理，1983年至1985年担任总司令部（武装部队总审计长）。  